# 노원구서비스공단
노원구서비스공단(蘆原區서비스公團, Nowon-gu Service Corperation)은 사회구조의 다층화 및 행정환경의 급속한 변화에 대처하고 행정 관리부문에 경영적 마인드를 접목하기 위하여 설립된 노원구청 산하 지방공기업이다. 서울특별시 노원구 동일로 1229 (중계동)에 있다.

## 설립 근거
- 서울특별시 노원구 서비스공단 설립 및 운영에 관한 조례[5]

## 연혁
- 1998년 5월 20일 노원구시설관리공단 설립 및 운영에 관한 조례 제정
- 2007년 10월 9일 노원구시설관리공단 설립 (1본부 3팀)
- 2008년          노원구시설관리공단 업무개시
- 2013년 7월 5일 노원구서비스공단으로 명칭 변경[6]

## 주요 업무
- 구민회관 관리·운영
- 주차장(거주자, 공영, 구청사) 관리·운영
- 문화예술회관 관리·운영
- 도서관(정보, 어린이) 관리·운영
- 그 밖에 노원구청장이 지정하는 사업

## 조직

### 상임이사 (본부장)
- 경영지원팀
- 경영혁신팀
- 구민체육센터팀
- 주차사업팀
- 시설관리팀
- 문화예술회관팀
- 체육사업팀